# Ястреб, Константин Филиппович
Константи́н Фили́ппович Я́стреб (Я́струб) (укр. Костянтин Пилипович Яструб; 25 февраля 1935, село Гоноратка, теперь Оратовского района Винницкой области — 16 января 2022) — советский и украинский партийный и государственный деятель, секретарь Черкасского обкома КПУ, представитель Президента Украины в Черкасской области.

## Биография
Родился в семье служащего. После окончания школы поступил в Городищенский сельскохозяйственный техникум. Затем окончил Украинскую сельскохозяйственную академию, получил специальность ученого-агронома.
Начал трудовую деятельность в 1959 году сменным агрономом-технологом Лебединского семенного завода Шполянского района Черкасской области. Член КПСС.
В 1970-х годах работал в управлении сельского хозяйства Черкасского облисполкома, был заместителем начальника, а в течение шести лет начальником управления сельского хозяйства. Находился на партийной работе: инструктор, заведующий отделом Черкасского областного комитета КПУ.
В 1982 году окончил Академию общественных наук при ЦК КПСС в Москве.
В 1982—1991 годах — секретарь Черкасского областного комитета КПУ по вопросам сельского хозяйства.
С марта по сентябрь 1991 года — 1-й заместитель председателя исполнительного комитета Черкасского областного совета народных депутатов.
С сентября 1991 по апрель 1992 года — председатель Черкасского областного совета народных депутатов и председатель исполнительного комитета Черкасского областного совета народных депутатов.
С 20 марта 1992 по 26 января 1994 года — представитель Президента Украины в Черкасской области.
С октября 1995 года работал председателем правления закрытого акционерного общества «Черкассытара».
Потом — на пенсии в городе Черкассах.
Скончался 16 января 2022 года.

## Награды
- ордена
- медали
- государственный служащий 1-го ранга (18 июня 1994)[4]